# Nařízení o evropském řízení o drobných nárocích
Nařízení o evropském řízení o drobných nárocích je právní akt Evropské unie, který zavádí evropské řízení o drobných nárocích. Cílem zavedení takového řízení je zjednodušit a urychlit řízení o sporech týkajících se drobných nároků v přeshraničních případech a snížit náklady na ně. Evropské řízení o drobných nárocích je stranám sporu je alternativou k řízení upravenému právními předpisy členských států (s výjimkou Dánska).

## Použití nařízení
Nařízení se vztahuje na občanské a obchodní věci, jestliže hodnota nároku bez příslušenství nepřesahuje v době doručení žalobního formuláře k příslušnému soudu částku 5000 €. Nařízení se nevztahuje zejména na daňové, celní či správní věci, odpovědnost státu za jednání a opominutí při výkonu státní moci (acta iure imperii), na věci týkající se osobního stavu nebo způsobilosti fyzických osob k právům a právním úkonům; majetkových práv vyplývajících z manželských vztahů, vyživovací povinnosti, závětí a dědictví; úpadků a vyrovnání a podobných řízení; sociálního zabezpečení; rozhodčího řízení; pracovního práva; nájmů nemovitostí s výjimkou žalob týkajících se peněžitých nároků nebo porušení práv na ochranu soukromí a osobnostních práv, včetně pomluvy.

## Systematika nařízení
- Preambule
- Kapitola I: Předmět a oblast působnosti (čl. 1 – 3)
- Kapitola II: Evropské řízení o drobných nárocích (čl. 4 – 19)
- Kapitola III: Uznání a výkon rozhodnutí v jiném členském státě (čl. 20 – 23)
- Kapitola IV: Závěrečná ustanovení (čl. 24 – 29)
- Příloha I až IV

## Závaznost
Nařízení dopadá na všechny členské státy Evropské unie s výjimkou Dánska.